# Phagocata stankovici
Phagocata stankovici és una espècie de triclàdide planàrid que habita el llac d'Okhrida, Macedònia del Nord.

## Morfologia
P. stankovici externament és molt similar a P. ochridana. Quan Reisinger la va descriure per primera vegada l'any 1960 la va diferenciar d'aquesta altra espècie únicament per la presència d'una extensió precerebral sense ramificar de l'intestí que arriba fins a una alçada anterior a la dels ulls. D'altra banda, P. satankovici és una mica més petita que P. ochridana, arriba a mesurar 5 mm de longitud i aproximadament 1 mm d'amplada. L'extrem anterior és més arrodonit. Els ulls són una mica més grans que els de P. ochridana i estan separats entre ells per una distància d'aproximadament un quart l'amplada del cap.

## Distribució i hàbitat
Els espècimens s'han collit a la zona sublitoral del llac d'Okhrida d'una fondària d'entre uns 20 i 90 metres.

## Reproducció
P. stankovici pon ous ovoides sense pedicel d'entre 0,6 i 0,9 mm de diàmetre.

## Taxonomia
Tot i que P. stankovici s'ha considerat una espècie diferent a P. ochridana, Roman Kenk ho va posar en dubte l'any 1973, justificant que l'extensió anterior de l'intestí podria no ser suficient per a considerar-la una espècie separada. Tanmateix, es tracta d'un caràcter constant en tots els espècimens analitzats. Kenk va indicar la necessitat d'analitzar altres caràcters com els cariològics o el comportament per a assegurar la diferenciació de les dues espècies.